# Iso-Saukkonen
Iso-Saukkonen eller Saukonjärvi är en sjö i Finland. Den ligger i kommunen Viitasaari i landskapet Mellersta Finland, i den centrala delen av landet, 300 km norr om huvudstaden Helsingfors. Iso-Saukkonen ligger 177 meter över havet. I omgivningarna runt Iso-Saukkonen växer i huvudsak blandskog. Den är 7,3 meter djup. Arean är 13,7 hektar och strandlinjen är 2,49 kilometer lång. Sjön  ingår i Kymmene älvs huvudavrinningsområde. 